# Кока-Кола ХБК България
„Кока-Кола ХБК България“ ЕАД е българско предприятие за производство на безалкохолни напитки със седалище в София и производствени бази в Костинброд и Банкя. Част е от основаната в Гърция, а от 2012 година базирана в Швейцария група „Кока-Кола ХБК“.
„Кока-Кола ХБК България“ е основана през 1992 година и основната ѝ дейност е производството и продажбата на марките напитки на американската компания „Кока-Кола“. Към 2017 година предприятието е най-големият производител на напитки в страната с 54% от общото производство на безалкохолни напитки и бутилирани води. Към 2023 година има 1019 служители и приходи от продажби за 578 милиона лева.